# María Engracia Gil
María Engracia Gil, ( nacida en Salamancael 22 de julio en 1921fue una destacada pianista española.
Comenzó a la edad de 6 años a recibir clases de piano, a los 20, en tan solo 14 años desarrolló toda su personalidad artística, y desde esa edad empezó a caracterizarse por su cuidada sensibilidad. Cursó sus primeros estudios con las Madres Jesuitinas salmantinas; y fue alumna predilecta del maestro José Cubiles y de Leopoldo Querol.
Tras estudiar con estos dos pianistas en la ciudad de Barcelona, volvió a trasladarse a su ciudad natal, Salamanca y allí continuó sus estudios con Hilario Goyenechea. 
Fue considerada por sus maestros como una revelación musical y recibió el Premio de Piano del Conservatorio de Madrid y Premio en música de Cámara. 

## Conciertos
Su primer concierto fue en la Escuela de Nobles y Bellas Artes de San Eloy en Salamanca el 18 de mayo de 1942, por los críticos fue considerado un concierto extraordinario
, diciendo en las críticas de la prensa local que "las obras del compositor polaco Chopín adquieren bajo sus dedos una altura sentiental y una categoría que difícilmente hallarían explicación si no se tratase de una mujer que une a su delicada feminidad una gran ternura expresiva y una gran majestuosidad".
En su primer concierto interpretó la sonata Nº23 de Beethoven, la fantasía improntum, el Valls Nº11 del Opus 70, el Estudio N.º 5 en Sol bemol Mayor y el Estudio Nº12 en Do menor de Chopin, Barcarola de Tschikovvsky, el Eco de la primavera de Sinding, Cádiz de la suite Espagnole de Albéniz, Berceusse en Mi bemol mayor de Goyenechea y la Tileusse de Mendelssohn.